# Parmeliopsis macrospora
Parmeliopsis macrospora är en lavart som först beskrevs av Elix & J. Johnst., och fick sitt nu gällande namn av Elix. Parmeliopsis macrospora ingår i släktet Parmeliopsis och familjen Parmeliaceae.   Inga underarter finns listade i Catalogue of Life.